# W Reticuli
W Reticuli är en pulserande variabel av RR Lyrae-typ (RRAB) i stjärnbilden Rombiska nätet.
Stjärnan varierar i fotografisk magnitud mellan +14,9 och 16,3 med en period av 0,65907 dygn eller 15,818 timmar. RR Lyrae-stjärnornas period varierar mellan 0,2 och 1,2 dygn med ett medianvärde på 0,5 dygn. W Reticuli ligger sålunda en bit över medianvärdet.